# ديفانا
ديفانا هي إلهة الطبيعة البرية، الغابات، الصيد والقمر عبدها السلاف الغربيون. في المصادر، تم ذكرها لأول مرة في القرن الخامس عشر من قبل يان دوغوش، الذي قارنها بالإلهة الرومانية ديانا.بعد انتقادات شديدة من ألكسندر بروكنر، رفض الباحثون أصالتها، لكن في الوقت الحاضر يتم قبولها من قبل عدد متزايد من الباحثين.